# Pterartoria
Pterartoria és un gènere d'aranyes araneomorfes de la família Lycosidae. Es poden trobar a Sud-àfrica i Indonèsia.
Van ser descrits per primer cop per William Frederick Purcell l'any 1903.

## Llista d'espècies
Segons The World Spider Catalog 12.0:
- Pterartoria arbuscula (Purcell, 1903)
- Pterartoria fissivittata Purcell, 1903
- Pterartoria flavolimbata Purcell, 1903
- Pterartoria masarangi (Merian, 1911)
- Pterartoria polysticta Purcell, 1903